# Jan Borkowski (1524–1584)
Jan Borkowski (ur. 1524, zm. 1584) – prepozyt łęczycki w 1573 roku, kanonik poznański i warszawski, notariusz kancelarii koronnej, sekretarz królewski w 1566 roku.
Na sejmie unijnym 1569 roku wyznaczony lustratorem dóbr królewskich na Mazowszu i Podlasiu.
Podpisał elekcję Henryka III Walezego.